# Natació sincronitzada al Campionat del Món de natació de 1994
La competició de natació sincronitzada al Campionat del Món de natació de 1994 es realitzà al Foro Itàlico de la ciutat de Roma (Itàlia).

## Resum de medalles
| Event  | Or | Or                                | Plata | Plata   | Bronze | Bronze  |
| Solo   | Becky Dyroen-Lancer (USA) |                                   | Fumiko Okuno (JPN) |         | Lisa Alexander (CAN) |         |
| Duet   | Estats UnitsBecky Dyroen-Lancer · Jill Sudduth |                                   | CanadàLisa Alexander · Erin Woodley                                                                                               |         | — |         |
| Duet   | Estats UnitsBecky Dyroen-Lancer · Jill Sudduth | JapóFumiko Okuno · Miya Tachibana | |         | — |         |
| Equips | Estats UnitsSuzannah Bianco · Tammy Cleland · Becky Dyroen-Lancer · Jill Savery · Nathalie Schneyder · Heather Simmons · Jill Sudduth · Margot Thien | 185.883                           | CanadàLisa Alexander · Janice Bremner · Karen Clark · Carrie Daguerre · Karen Fonteyne · Kasia Kulesza · Cari Read · Erin Woodley | 183.263 | JapóRaika Fujii · Akiko Kawase · Rei Jimbo · Fumiko Okuno · Miya Tachibana · Kaori Takahashi · Miho Takeda · Masayo Yajima | 183.215 |

## Medaller
| Posició | País         | Or | Plata | Bronze | Total |
| 1       | Estats Units | 3  | 0     | 0      | 3     |
| 2       | Canadà       | 0  | 2     | 1      | 3     |
| 2       | Japó         | 0  | 2     | 1      | 3     |
| Total   | Total        | 3  | 4     | 2      | 9     |